# Gillian Weir
Dame Gillian Constance Weir (* 17. ledna 1941) je britská varhanice.
Během své sólové kariéry v interpretaci varhanní hudby vystoupila např. v Royal Albert Hall, Westminsterském opatství, Los Angeles, Singapouru a na recitálech ve povětšině států Evropy, Ameriky i v Japonsku. Pedagogicky působí na Curtisově institutu ve Filadelfii, spolupracuje s Univerzitou Johna Hopkinse v Baltimoru a vede interpretační kurzy. Předsedá porotám varhanních soutěží (v roce 2007 např. Mezinárodní interpretační soutěži Brno). Za své nahrávky u firmy Argo byla časopisem Classic CD zařazena mezi sto nejlepších hráčů století na klávesové nástroje.

## Ceny a vyznamenání
- 1962-65: Různá ocenění na Royal College of Music London
- 1964: První cena na mezinárodní varhanní soutěži St. Albans International Organ Competition v Anglii
- 1975: Zvolena členem Royal College of Organists v Londýně (Hon. FRCO)
- 1977: První ženou v Radě Royal College of Organists
- 1981: Titul Varhanní interpret roku
- 1981-83: Prezidentka Incorporated Association of Organists (asociace varhaníků)
- 1983: Udělen čestný doktorát na Music University of Victoria, Wellington, Nový Zéland
- 1992-93: Prezidentka Incorporated Society of Musicians, Anglie
- 1994-96: Prezidenta Royal College of Organists, Anglie
- 1996: Jmenována Dámou Britského impéria Dame Commander of the Order of the British Empire
- 1997-98: Hostující profesorka na Royal Academy of Music, Londýn
- 1998: Stříbrná medaile od Asociace Alberta Schweitzera, Švédsko
- 1998: Patronka mezinárodní festivalu Oundle International Festival
- 2001: Čestný doktorát na University of Central England, Birmingham (Hon Doctor of the University)